# グレミオ・ジ・エスポルテス・マリンガ
グレミオ・ジ・エスポルテス・マリンガ (ポルトガル語: Grêmio de Esportes Maringá)、通称グレミオ・マリンガ (ポルトガル語: Grêmio Maringá)は、ブラジル・パラナ州マリンガを本拠地とするサッカークラブである。

## 歴史
1961年7月7日設立。翌年から州選手権に参戦した。1963年、1964年、1977年には州選手権優勝を果たした。
2005年からクラブは活動を休止していたが、2010年に活動を再開した。
最大のライバルはロンドリーナECで、両者の対戦はクラシコ・ド・カフェ(Clássico do Café、コーヒーダービー)と呼ばれている。

## タイトル

### 国内タイトル
- カンピオナート・パラナエンセ : 3回
  - 1963, 1964, 1977

### 国際タイトル
なし

## 歴代所属選手
- エウシーニョ
- 三都主アレサンドロ 2015